# Valentino Armirotti
Valentino Armirotti (Sampierdarena, 1844 – Sant'Olcese, 26 giugno 1896) è stato un politico italiano.

## Biografia
Originario di una famiglia contadina, in gioventù lavorò come operaio alla Ansaldo di Genova e come fonditore di caratteri per la stampa a Milano. Sostenitore di Garibaldi, prese parte alla Battaglia di Mentana e in seguito si dedicò agli studi economici e sociali, propagandando il pensiero mazziniano.
Particolarmente impegnato nell'organizzazione delle cooperative, fu eletto consigliere comunale del comune di Sampierdarena e segretario della cooperativa di produzione e consumo della città. Sempre presente ai congressi della società operaie affratellate, tentò in varie occasioni l'elezione a deputato in Genova. Fu eletto alla Camera dei deputati del Regno d'Italia per la prima volta nel 1886, primo operaio a entrare in parlamento, e si schierò nelle file radicali. 
Membro del Fascio della democrazia, partito dell'estrema sinistra storica fondato da Felice Cavallotti, in parlamento si occupò in particolare delle cooperative di produzione e delle cooperative di consumo, del migliore trattamento economico dei maestri elementari, contro gli arbitri prefettizi e per il diritto di riunione (cinquant'anni dopo garantito dall'articolo 17 della costituzione italiana).
Morì poco più che cinquantenne a Manesseno, frazione di Sant'Olcese, nel 1896.

## Opere
- Valentino Armirotti, Un po' di storia della Società cooperativa di Sampierdarena, Genova, 1893.